# Hoploranomimus harmandi
Hoploranomimus harmandi är en skalbaggsart som först beskrevs av Maurice Pic 1939.  Hoploranomimus harmandi ingår i släktet Hoploranomimus och familjen långhorningar.
Artens utbredningsområde är Laos. Inga underarter finns listade i Catalogue of Life.